# Phong trào hướng tới Xã hội Chủ nghĩa (Bolivia)
Phong trào Xã hội chủ nghĩa Công cụ chính trị vì chủ quyền của các dân tộc (tiếng Tây Ban Nha: Movimiento al Socialismo–Instrumento Político por la Soberanía de los Pueblos, viết tắt là MAS-IPSP, hoặc đơn giản là MAS), gọi ngắn là Phong trào hướng tới chủ nghĩa xã hội hoặc Phong trào lên chủ nghĩa xã hội (tiếng Tây Ban Nha: Movimiento al Socialismo), là một đảng chính trị dân túy cánh tả và Chủ nghĩa bản địa của Bolivia do cựu tổng thống Evo Morales lãnh đạo, được thành lập vào năm 1997.
MAS-IPSP lãnh đạo đất nước từ ngày 22 tháng 1 năm 2006 đến ngày 10 tháng 11 năm 2019, sau chiến thắng đầu tiên của trong cuộc bầu cử tháng 12 năm 2005. MAS-IPSP đã phát triển ra từ phong trào để bảo vệ lợi ích của người trồng cây coca. Evo Morales đã nêu rõ các mục tiêu của đảng và tổ chức phổ biến như sự cần thiết để đạt được đa nguyên thống nhất, và để phát triển luật Hydrocarbon mới đảm bảo 50% doanh thu cho Bolivia, mặc dù các nhà lãnh đạo chính trị của MAS-IPSP thời gian gần đây đã được phỏng vấn, cho thấy sự quan tâm trong việc quốc hữu hóa của các ngành công nghiệp nhiên liệu hóa thạch.
MAS-IPSP là lực lượng chiếm ưu thế trong chính trị thành phố ở Bolivia. Trong cuộc bầu cử thành phố gần đây nhất, nó là đảng duy nhất tranh cử quyền lãnh đạo của tất cả 339 thành phố. Trong đó, các thị trưởng của 227 thành phố thuộc đảng, cũng như 1.144 trong số 2.022 thành viên hội đồng thành phố của đất nước.

## Lịch sử bầu cử

### Bầu cử tổng thống
| Năm  | Ứng cử viên           | Số phiếu  | %      | Kết quả    |
| ---- | --------------------- | --------- | ------ | ---------- |
| 2002 | Juan Evo Morales Ayma | 581.884   | 20.9%  | Red X      |
| 2005 | Juan Evo Morales Ayma | 1.544.374 | 53.7%  | Green tick |
| 2009 | Juan Evo Morales Ayma | 2.943.209 | 64.2%  | Green tick |
| 2014 | Juan Evo Morales Ayma | 3.173.304 | 61.4%  | Green tick |
| 2019 | Juan Evo Morales Ayma | 2.889.359 | 47.08% | Hủy bỏ     |
| 2020 | Luis Arce             | 3.393.978 | 55.1%  | Green tick |

### Bầu cử Hạ viện và Thượng viện
| Năm  | Lãng đạo đảng         | %     | Số ghế hạ viện | +/-        | Thứ hạng | Số ghế thượng viện | +/-        | Thứ hạng |
| ---- | --------------------- | ----- | -------------- | ---------- | -------- | ------------------ | ---------- | -------- |
| 2002 | Juan Evo Morales Ayma | 20.9% | 27 / 130       | 27         | 2        | 8 / 27             | 8          | 2        |
| 2005 | Juan Evo Morales Ayma | 53.7% | 72 / 130       | 45         | 1        | 12 / 27            | 4          | 1        |
| 2009 | Juan Evo Morales Ayma | 64.2% | 88 / 130       | 16         | 1        | 26 / 36            | 14         | 1        |
| 2014 | Juan Evo Morales Ayma | 61.4% | 88 / 130       | Giữ nguyên | 1        | 25 / 36            | 1          | 1        |
| 2019 | Juan Evo Morales Ayma | 47.1% | 68 / 130       | 20         | 1        | 21 / 36            | 4          | 1        |
| 2020 | Luis Arce             | 55.1% | 75 / 130       | 8          | 1        | 21 / 36            | Giữ nguyên | 1        |